# Celaena grisescens
Celaena grisescens là một loài bướm đêm trong họ Noctuidae.